# Volker Bengl
Volker Bengl (* 19. Juli 1960 in Ludwigshafen am Rhein) ist ein deutscher Opernsänger (Tenor).

## Leben
Bengl beendete zunächst eine Lehre als Chemielaborant, ehe er mit zwanzig Jahren zum Gesang kam. Er studierte Gesang an der Hochschule für Musik Mannheim/Heidelberg und nahm nebenbei Privatstunden bei Rudolf Schock, Rina del Monaco und Erika Köth. Über 16 Jahre war Volker Bengl am Staatstheater am Gärtnerplatz in München engagiert. Daneben war und ist er Gast an über 50 deutschsprachigen Bühnen, wie z. B. an der Wiener Volksoper, der Deutschen Oper Berlin oder auch an der Dresdner Semperoper. Sein Repertoire umfasst rund 80 Opern- und Operettenpartien. Er hat weltweit annähernd 1000 Konzerte gegeben (Stand 2019).

## Diskografie
- 1998: Vorhang auf
- 2001: Schön ist die Welt
- 2002: Leb' deine Träume
- 2003: Magische Töne
- 2008: Jeder Weg hat ein Ziel
- 2011: Die Stimme der Heimat
- 2015: Dein will ich sein
- 2019: Die Winterreise